# Attaque à la voiture-bélier de décembre 2017 à Melbourne
Le 21 décembre 2017, à 16:41, un conducteur percute des piétons avec sa voiture au coin de Flinders Street et Elizabeth Street à Melbourne, Victoria, Australie, blessant dix-huit personnes, y compris lui-même. Un homme âgé est décédé des suites de ses blessures.

## Auteur
Noori, âgé de 32 ans, était connu de la police pour une agression en 2010. Il avait un double historique d'usage de drogues et de problèmes de santé mentale. En juin 2017, il a été reconnu coupable et condamné à une amende de 1000 $ pour une conduite sans permis. Noori était sans permis au moment des faits. Il conduisait un véhicule appartenant à un proche.